# Хомяков, Василий Сергеевич
Васи́лий Серге́евич Хомяков (27 февраля 1924, Екатеринбург — 25 августа 1944, Текуч, Текуч) — гвардии младший лейтенант Рабоче-крестьянской Красной Армии, участник Великой Отечественной войны, Герой Советского Союза (1945).

## Биография
Василий Сергеевич Хомяков родился 27 февраля 1924 года в семье рабочего Верх-Исетского металлургического завода в городе Екатеринбурге (с 14 октября 1924 года по 4 сентября 1991 года — Свердловск) Екатеринбургского округа Уральской области РСФСР, ныне город — административный центр Свердловской области. Русский.
Окончил 7 классов школы № 162. После окончания двух курсов машиностроительного техникума работал токарем. Член ВЛКСМ.
17 июня 1942 года Хомяков был призван на службу в Рабоче-крестьянскую Красную Армию. В 1943 году он окончил Сталинградское военное танковое училище. С января 1944 года — на фронтах Великой Отечественной войны.
К августу 1944 года гвардии младший лейтенант Василий Хомяков командовал танком Т-34-85 21-й гвардейской танковой бригады 5-го гвардейского танкового корпуса 6-й танковой армии 2-го Украинского фронта. Отличился во время освобождения Румынии. 
20 августа 1944 года 21-я гвардейская танковая бригада, находящаяся в резерве, получила сигнал для наступления. 24 августа выладела городом Бырлад и получила приказ овладеть городом Текуч, форсировать реку Сирет и овладеть Фокшани.
25 августа 1944 года к 8:00 утра 21-я гвардейская танковая бригада подошла к городу Текуч жудеца Текуч (рум. Județul Tecuci (interbelic)) Королевства Румыния, ныне город входит в жудец Галац Румынии. На подступах к городу бригада встретила упорное сопротивление. Решением командира бригады 1-й и 2-й танковые батальоны вступили в город с обходом справа, а 3-й танковый батальон — вдоль железной дороги. Танки 1-го и 2-го батальонов сломили сопротивление и вышли на южную окраину города, а 3-й танковый батальон, выйдя на Фокшанскую дорогу направился к реке Сирет, чтобы не дать взорвать мост. Экипаж Хомякова уничтожил около 50 солдат и офицеров противника, а затем, прорвавшись к железнодорожной станции, удерживал позиции до подхода основных сил. В том бою Хомяков погиб. К исходу дня танки бригады проли реку Сирет. При взятии города бригада потеряла 7 танков и 42 человека. В бою за город погиб командир 5-го гвардейского танкового корпуса генерал-лейтенант Василий Михайлович Алексеев. 
Василий Сергеевич Хомяков похоронен на южной окраине города Текуч жудеца Текуч (рум. Județul Tecuci (interbelic)) Королевства Румыния, ныне город входит в жудец Галац Румынии.
Указом Президиума Верховного Совета СССР от 24 марта 1945 года гвардии младший лейтенант Василий Хомяков посмертно был удостоен высокого звания Героя Советского Союза. Также посмертно был награждён орденом Ленина.

## Награды
- Герой Советского Союза, 24 марта 1945 года[1]
  - Орден Ленина
  - Медаль «Золотая Звезда»

## Память
- В честь Хомякова названа улица в Верх-Исетском районе Екатеринбурге.
- Мемориальная доска на здании, в котором была школа № 162, ныне Свердловский областной медицинский колледж; г. Екатеринбург, ул. Бебеля, 71[2].
- Была открыта в Первой школе Екатеринбурга парта имени Хомякова.

## Семья
Отец Сергей Хомяков, мать Татьяна Назаровна.